# Єршов Анатолій Григорович
Єршов Анатолій Григорович (нар. 8 червня 1897 — 11 січня 1938) — історик, джерелознавець, краєзнавець, один із представників ніжинської історичної школи кінця 19 — першої третини 20 століття. Репресований комуністичним режимом СРСР.

## Біографія
| Текст вилучений зі статті через підозру в порушенні авторських прав |
| --- |
| Текст, що раніше перебував на цій сторінці, запідозрено в порушенні авторських прав на текст із таких джерел: Коваленко О. Б., Ткаченко В. В. Єршов Анатолій Григорович. Український історик, активний учасник краєзнавчого руху 20-х рр. // Репресоване краєзнавство (20-30-і роки). – К.: Рідний край, 1991. – С. 341. Дата, коли було знайдено порушення: 6 січня 2025. Тому, хто повісив цей шаблон: На сторінку обговорення користувача, який розмістив цю статтю, варто додати повідомлення {{subst:nothanks cv\|Єршов Анатолій Григорович\|url=Коваленко О. Б., Ткаченко В. В. Єршов Анатолій Григорович. Український історик, активний учасник краєзнавчого руху 20-х рр. // Репресоване краєзнавство (20-30-і роки). – К.: Рідний край, 1991. – С. 341.}} --~~~~. |
| До уваги користувача, який розмістив цю статтю Не редагуйте статтю зараз, навіть якщо ви збираєтеся її переписати. Дотримуйтесь вказівок нижче. - Якщо власник авторських прав на зазначений вище матеріал дозволяє використовувати його на умовах GNU FDL без незмінюваних секцій та Creative Commons із зазначенням автора / розповсюдження на тих самих умовах, будь ласка, сповістіть про це на сторінці обговорення цієї статті. - Якщо правовласником є ви, додайте на зазначеному вище ресурсі примітку: «Матеріали дозволено використовувати на умовах GNU FDL без незмінюваних секцій та Creative Commons із зазначенням автора / розповсюдження на тих самих умовах». - Якщо дозволу на використання цього матеріалу немає, будь ласка, зробіть одне з двох: 1. Напишіть хоча б гарний накид статті на цій підсторінці. Зверніть увагу: не треба копіювати текст, що порушує авторські права, на зазначену підсторінку й редагувати його. Якщо ви взялися за написання нової статті, не забудьте сповістити про це на сторінці обговорення. 2. Залиште все як є, і тоді статтю буде вилучено. У випадку, якщо новий текст написано не буде, цю статтю буде вилучено через тиждень після появи цього попередження (детальніше див. документацію шаблону). Вихідний текст цієї статті з можливим порушенням копірайту можна знайти в історії змін. Зверніть увагу, що розміщення у Вікіпедії матеріалів, автор яких не надав явного дозволу на їхнє використання відповідно до ліцензії GNU FDL без незмінюваних секцій та Creative Commons із зазначенням автора / розповсюдження на тих самих умовах, може бути порушенням законів про авторське право. Користувачів, які додають до Вікіпедії такі матеріали, може бути тимчасово позбавлено права редагувати статті. Попри все, ми завжди раді вашим оригінальним статтям. Дякуємо. Цю сторінку внесено до категорії Вікіпедія:Можливе порушення авторських прав. |

## Доробок
| Текст вилучений зі статті через підозру в порушенні авторських прав |
| --- |
| Текст, що раніше перебував на цій сторінці, запідозрено в порушенні авторських прав на текст із таких джерел: Коваленко О. Б., Ткаченко В. В. Єршов Анатолій Григорович. Український історик, активний учасник краєзнавчого руху 20-х рр. // Репресоване краєзнавство (20-30-і роки). – К.: Рідний край, 1991. – С. 341. Дата, коли було знайдено порушення: 6 січня 2025. Тому, хто повісив цей шаблон: На сторінку обговорення користувача, який розмістив цю статтю, варто додати повідомлення {{subst:nothanks cv\|Єршов Анатолій Григорович\|url=Коваленко О. Б., Ткаченко В. В. Єршов Анатолій Григорович. Український історик, активний учасник краєзнавчого руху 20-х рр. // Репресоване краєзнавство (20-30-і роки). – К.: Рідний край, 1991. – С. 341.}} --~~~~. |
| До уваги користувача, який розмістив цю статтю Не редагуйте статтю зараз, навіть якщо ви збираєтеся її переписати. Дотримуйтесь вказівок нижче. - Якщо власник авторських прав на зазначений вище матеріал дозволяє використовувати його на умовах GNU FDL без незмінюваних секцій та Creative Commons із зазначенням автора / розповсюдження на тих самих умовах, будь ласка, сповістіть про це на сторінці обговорення цієї статті. - Якщо правовласником є ви, додайте на зазначеному вище ресурсі примітку: «Матеріали дозволено використовувати на умовах GNU FDL без незмінюваних секцій та Creative Commons із зазначенням автора / розповсюдження на тих самих умовах». - Якщо дозволу на використання цього матеріалу немає, будь ласка, зробіть одне з двох: 1. Напишіть хоча б гарний накид статті на цій підсторінці. Зверніть увагу: не треба копіювати текст, що порушує авторські права, на зазначену підсторінку й редагувати його. Якщо ви взялися за написання нової статті, не забудьте сповістити про це на сторінці обговорення. 2. Залиште все як є, і тоді статтю буде вилучено. У випадку, якщо новий текст написано не буде, цю статтю буде вилучено через тиждень після появи цього попередження (детальніше див. документацію шаблону). Вихідний текст цієї статті з можливим порушенням копірайту можна знайти в історії змін. Зверніть увагу, що розміщення у Вікіпедії матеріалів, автор яких не надав явного дозволу на їхнє використання відповідно до ліцензії GNU FDL без незмінюваних секцій та Creative Commons із зазначенням автора / розповсюдження на тих самих умовах, може бути порушенням законів про авторське право. Користувачів, які додають до Вікіпедії такі матеріали, може бути тимчасово позбавлено права редагувати статті. Попри все, ми завжди раді вашим оригінальним статтям. Дякуємо. Цю сторінку внесено до категорії Вікіпедія:Можливе порушення авторських прав. |

В березні 1931 заарештований за звинуваченням у причетності до т.зв. повстанської контрреволюційної організації, звільнений через півроку за браком доказів. З осені 1931 — н. с. Науково-дослідного інституту історії української культури імені академіка Д.Багалія, 1935—37 — зав. від. феодалізму Харківського історичного музею (з перервою). 27 жовт. 1937 у Харкові вдруге заарештований. Страчений. Реабілітований 1958.

## Твори та праці
- До історії грошової лічби і монети на лівобережній Україні в XVII ст. // Записки українського наукового товариства в Києві, 1925 р., т. 19, с. 62 – 65; 1929 р., т. 32, с. 102 – 114;
- До історії цехів на Лівобережжі XVII–XVIII вв. // Записки Ніжинського інституту народної освіти, 1926 р., т. 6, с. 81 – 125; 1929 р., т. 9, с. 123 – 136;
- «ЛѢтописное Повествование о Малой Россіи» О.Рігельмана і «Краткая Летопись Малыя Россіи», видана В.Рубаном // Записки Ніжинського інституту народної освіти, 1927 р., т. 7, с. 178 – 192;
- Про літературні джерела історичних праць Ст. Лукомського // Записки Ніжинського інституту народної освіти, 1928 р., т. 8, с. 105 – 116;
- До питання про час написання «Истории русов», а почасти й про автора її [Архівовано 23 лютого 2017 у Wayback Machine.] // Ювілейний збірник на пошану академика Михайла Сергієвича Грушевського з нагоди шістьдесятої річниці життя та сорокових роковин наукової діяльности. – Київ, 1928. – Т. І.
- Коли й хто написав Густинський літопис? // Записки наукового товариства ім. Шевченка, 1930 р., т. 100, с. 205 – 211.